# 中国—新加坡关系
中國—新加坡關係（英語：China–Singapore relations）即歷史上的中國和新加坡、以至現在中華人民共和國與新加坡共和國之間的雙邊關係。上述關係不遲於南北朝梁朝時期開始；據清代文獻記載，當時已有華人在新加坡安葬。1819年新加坡開埠以後，來自中國的華人相繼前往新加坡謀生，當地華僑甚至為其後的共和革命和抗日戰爭出力。此外，清代和中華民國都曾經在新加坡設立使領館。
中華人民共和國成立後，一方面，中國大陸與新加坡的經濟往來並未斷絕，另一方面北京政府曾支持馬來亞共產黨及社會主義陣線的鬥爭，新加坡政府則打擊共產主義等意識形態。這時期北京曾批評新加坡政府是「帝國主義的走狗」。1978年中華人民共和國實行改革開放後，其對新加坡的態度、與新加坡的關係也不斷改善。北京於1990年與印度尼西亞復交後不久與新加坡正式建交；新加坡是最後一個與北京建交的東盟創始成員國。此後中國大陸與新加坡之間的貿易迅速發展，雙邊貿易總額也不斷攀升。
新加坡和中國一直都有密切的來往，中國大陸是新加坡最大的貿易夥伴（自2013年起），也是最大的旅客來源地（2018年起）。由於中華人民共和國影響力擴大等原因，雙方都非常重視和肯定中新關係，新加坡支持北京的一帶一路倡議，兩國在國防、經貿、文化、教育等領域也有廣泛的合作關係。
新加坡支持中华人民共和国的和平发展以及它在該地區的建設性參與，又認為雙方的「共同利益远远大于偶尔产生的意见分歧」。身為東南亞國家聯盟的成員國，新加坡承諾將繼續促進北京和東盟的合作關係，並在2017年擔任「东盟同中国关系协调国」，調解北京政府與東盟之間的分歧。新加坡等東盟成員國也和中華人民共和國合作加強地區安全和打擊恐怖主義，並於2018年舉行首次聯合海上演習。兩國關係曾因新加坡支持美國重返亞太、在南海爭端上偏向東盟、繼續與中華民國進行軍事合作等事件而出現波瀾。

## 歷史

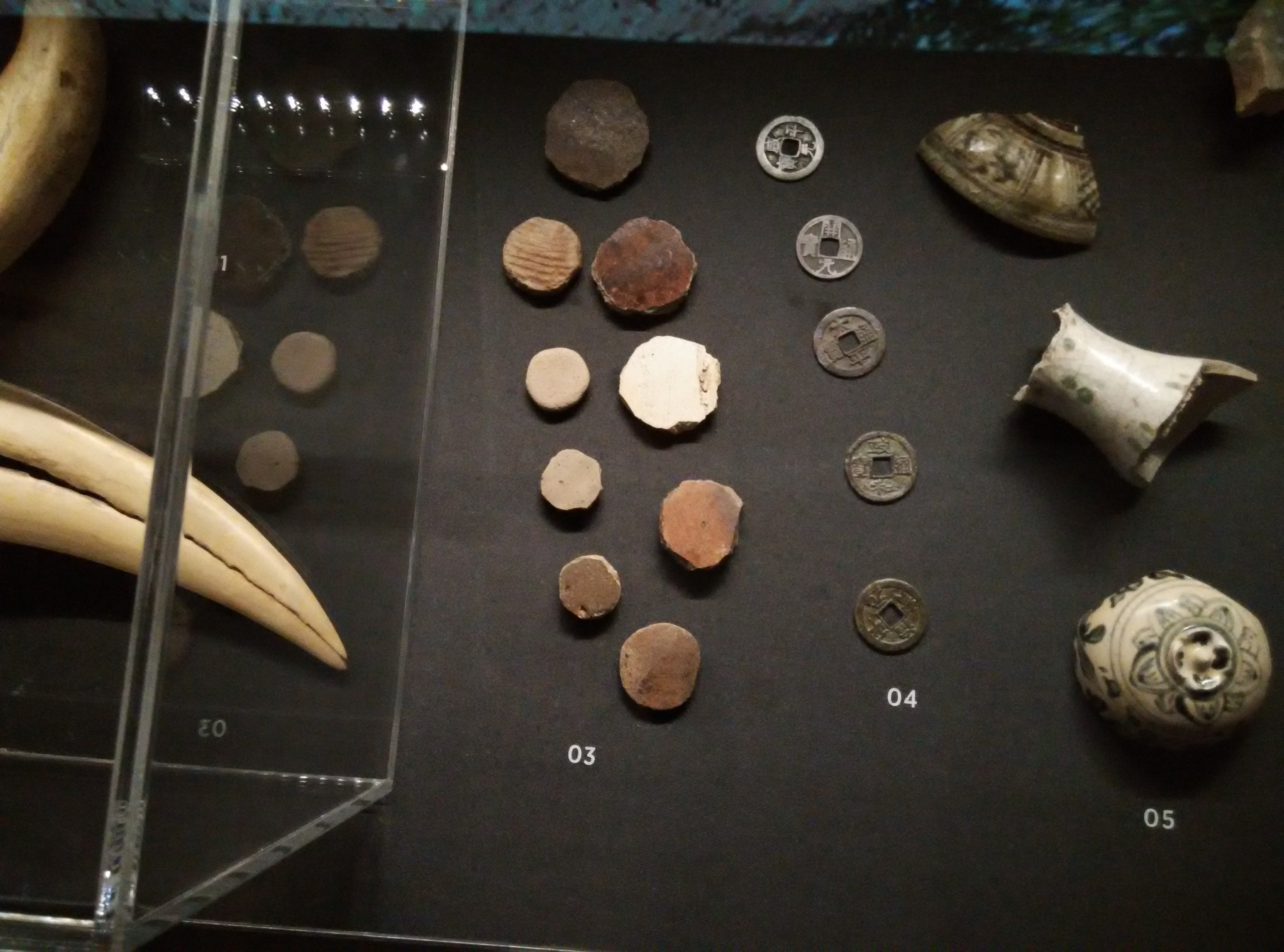
曾在新加坡用作貿易的中國古錢，攝於新加坡國家博物院

### 古代
東南亞史學家許雲樵認為，三國時期的旅行家康泰南宣國化期間途經的蒲羅中，就是現代的新加坡。而饒宗頤等學者則質疑這個說法。
清代颜斯综編著的《南洋蠡测》曾提及新加坡，並指出當地「有唐人墳墓，碑記梁朝年號及宋代咸淳」。

### 近代
英屬馬來亞時期，很多華人為了脫離貧窮和逃避戰爭而移居新加坡，並於當地就業。多數新加坡華人的家鄉位於華南的福建省、廣東省和海南島。。清政府曾設立駐新嘉坡领事（1877年－1912年），轄區更一度擴張到海峽殖民地。
獨立前的新加坡由英國統治，而英國在1949年之前與中華民國存在着外交關係。中華人民共和國在1949年成立後，新加坡的主權在1963年被移交給當時與中華民國建交的馬來西亞。

### 新加坡獨立後
新加坡在1965年獨立後，沒有與中華民國或中華人民共和國建交。新加坡和中華民國開展了軍事交流，但是新加坡卻表示，在印尼與北京復交之前，不會與中華人民共和國建交。而《人民日報》、北京廣播電台則以「帝國主義的走狗」稱呼新加坡。1970年代，中華人民共和國和新加坡開展了非正式的雙邊關係。隨後雙邊在1981年互設商務代表處，中國大陸和新加坡之間的商業船班於1985年開通。新加坡在1990年10月3日與中華人民共和國建交。
中新關係隨着時任新加坡副總理的李顯龍於2004年以私人身份出訪台灣而陷於低潮，因為中華人民共和國認為所有國家都不應該與台北政府建交，或進行所謂「非正式」的出訪。為此北京政府一度凍結雙邊交流。隨後兩國簽署了有關自由貿易、教育、外國投資和科技的協議，逐漸恢復雙邊關係。
進入2010年代後，新加坡支持中華人民共和國提出的一帶一路倡議，加入中國牽頭成立的亞洲基礎設施投資銀行，協助中國籌募一帶一路沿線國家基建項目所需的資金，兩國的雙邊貿易額也持續增長。同時，新加坡贊成美國對亞太地區的再平衡戰略，容許美國軍艦以新加坡為基地進行活動；又以航行自由、尊重國際法、促進東盟各國團結為理由，以非聲索國的名義調停南海爭端；中華人民共和國認為此舉侵犯了其在南海問題和台灣問題上的權益，傷害中國人民的感情，而民族主義情緒越趨高漲的中國大陸民間也對這種行為感到不滿。令兩國關係陷入低潮的事件還包括2016年9月《環球時報》及其總編輯胡錫進和新加坡駐華大使羅家良之間的筆戰，此前胡錫進指控新加坡在南海仲裁案中選擇靠攏菲律賓和越南，在不結盟運動會議上附和菲律賓的立場，而且准許美國空軍在新加坡設立基地，對付中國。同年11月香港海關以缺乏相關證件為由，扣押一艘從高雄港出發，載有9輛隨星光部隊返新的泰瑞克斯裝甲車的貨船後，北京政府也表明反對新加坡繼續與中華民國進行軍事交流；這9輛裝甲車直到翌年1月才歸還給新加坡。:332-333
2017年，兩國重啟新中雙邊合作聯合委員會會議，李顯龍亦於9月應邀訪華，與中共中央總書記兼國家主席習近平會面，重申新中兩國的友好關係。自此雙邊關係開始改善。兩國於2020年慶祝建交30週年，並於2023年把雙邊關係升格为“全方位高质量的前瞻性伙伴关系”。

## 現況

### 軍事交往
中華人民共和國國防部部長和新加坡國防部長在1997年開始互訪。至2008年1月，兩國簽署《防务交流和安全合作协议》（Agreement on Defence Exchanges and Security Cooperation），確立中國人民解放軍和新加坡武裝部隊既有的交流安排（包括互訪、參加課程及講座、以及港口訪問），這份協議在2019年更新。截至2019年，兩國陸軍已舉行了5次聯合演習，每次演習的舉行場地互相交替。第一次演習於2009年6月在廣西壯族自治區桂林市舉行，第二次演習於2010年11月在新加坡舉行，均為反恐演習，解放軍和新加坡武裝部隊各派出50人參與。2014年在江蘇省南京市舉行的第三次演習把範圍擴大到常規步兵作戰，而2019年第四次演習和2023年第五次演習均在新加坡舉行，雙方派出的人數分別增加到約120人和280人。兩國海軍亦於2015年至2024年舉行了3次「中新合作」聯合演習，首兩次演習在新加坡舉行，2024年演習則在廣東省湛江市舉行。連同2021年演習，兩國海軍共進行了四次海上聯合演習。
解放軍和新加坡國防部亦於2008年召開首次防务政策对话，討論地區形勢等關乎雙邊利益的議題，以及兩軍的交流安排；截至2021年，這個對話會已經進行了8次。兩國又於2023年簽署備忘錄，決定建立兩國軍事領導人之間的國防熱線。在多邊合作方面，中華人民共和國和新加坡都有派出海軍打击索馬利亞海盜，也是东盟防长扩大会（ADMM-Plus）的成員國。中華人民共和國國防部部長會前往新加坡參加香格里拉對話會，新加坡國防部長也會前往北京參加北京香山論壇。:18-22
有鑑於中華民國和新加坡之間的星光計畫，中華人民共和國曾在2001年向新加坡提出把他們的軍訓設施從台灣遷往海南省，但由於新加坡的盟友（主要是美國）反對而作罷。

### 雙邊貿易

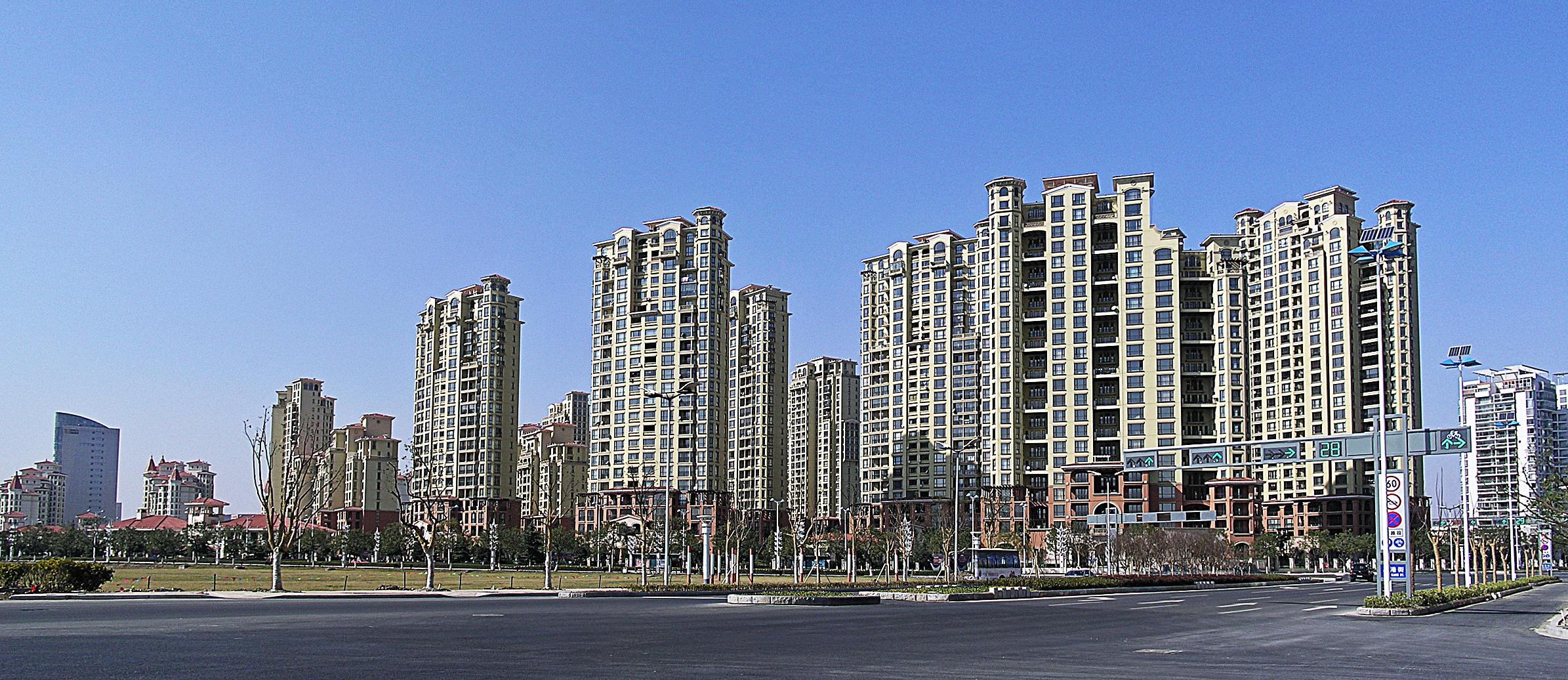
位于江苏省的蘇州工業園區

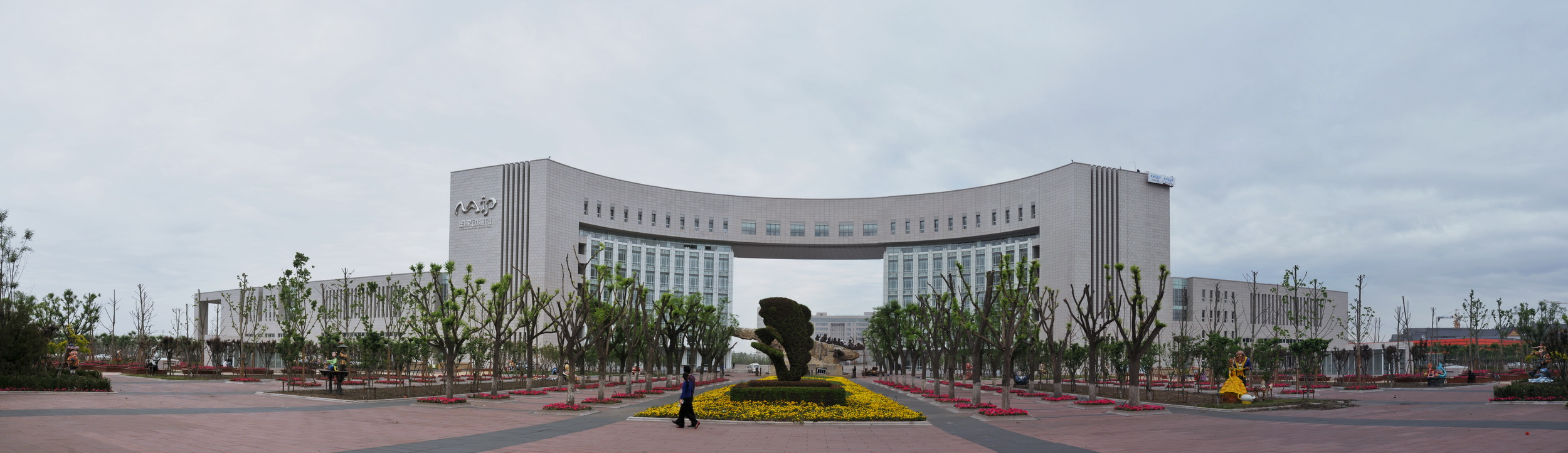
位于天津的中新天津生态城

自建交以來，中國大陸與新加坡之間的貿易發展迅速。据中華人民共和國海關和新加坡政府统计，中新雙邊貿易額已從2002年的140億2000萬美元增加到2009年的751億新加坡元。
自2013年起，新加坡成為中國大陸最大的投資來源國，中國大陸也取代馬來西亞，成為新加坡最大的貿易夥伴。截至2022年，在東盟國家中，新加坡對華貿易總額位居第五位。中國大陸官方統計顯示，2022年中國大陸與新加坡的貿易總額為1151.3億美元。中國大陸對新加坡出口額為811.7億美元，主要貨物包括机电产品、矿产品，以及贱金属及制品。同年新加坡對華出口額為339.6億美元，主要貨物包括机电产品、化工产品、塑料橡胶和矿产品。
一些新加坡公司（例如嘉德置地）大舉進軍中國大陸市場，淡馬錫控股和新加坡航空等新加坡公司則入股中國東方航空。
中華人民共和國和新加坡之間設有三個政府間合作項目：一是位于江苏省苏州市的苏州工业园区，於1994年設立，經過20多年的建設，已經成為一個先進、清潔、宜居的綠色工業園區，成果顯著。二是位於天津市的中新天津生态城，於2008年設立，目的是建立一個有利環境，可持续发展的都市生活環境。三是“中新（重庆）战略性互联互通示范项目”，於2015年11月設立，以重慶市為中心，配合一帶一路、「西部大開發」和「長江經濟帶」戰略，推進兩國在資訊科技、航空、運輸、物流、金融服務等方面的商貿合作。這三個項目由中華人民共和國國務院副總理和新加坡副總理領導的新中雙邊合作聯合委員會統籌。另外，新加坡和廣東省在廣州也設有一個合作項目——位於廣州市的中新广州知识城，目的是建立一個集合各地人才的宜居城市，推動中國大陸的知識型經濟。
中華人民共和國和新加坡都是中國—東盟自由貿易區和区域全面经济伙伴关系协定的成員國。另外新加坡與中華人民共和國在2006年展開自由貿易談判，至2008年簽訂《中国—新加坡自由贸易协定》，由此新加坡成為第一個與中國大陸簽訂自貿協議的亞洲國家。該協議涵蓋貨物貿易、投資、經濟合作等領域，以及原產地規則、技術性貿易壁壘等事項，按此兩國互相取消了大部分進出口產品的關稅，並作出了互相承認對方的（部分）醫學學歷等服務和投資開放承諾。協定於2018年首次升級，改善原有條款（如改進原產地規則、擴大市場准入水平，納入更全面的投資者—東道國爭端解決機制等），並新增了關於電子商務、競爭和環境的內容。按此兩國於2020年展開該協定的後續談判，談判至2023年“实质性完成”，並在同年12月簽署後續談判議定書。本輪談判旨在新增電信服務的章節，同時以負面清單模式增加服務和投資開放承諾的水平，改善市場准入，並引入更自由和透明的經貿規則，令兩國投資者和企業可在另一國享有更公平的營商環境。

### 民間交流
優秀的中國人才可因為家庭、方便通行其他國家和成為新加坡的專才等原因而入籍新加坡。入籍新加坡的傑出華人有鞏俐和李連杰。在中國出生的新加坡乒乓球員有李佳薇、张雪玲、楊子和馮天薇。中華人民共和國和新加坡均不承認雙重國籍，故此上述入籍新加坡的人士須放棄中國國籍。
影視娛樂方面，新加坡放映中國電影的歷史至少可以追溯到1915年，邵氏兄弟早年在新加坡亦以進口中國影片（包括旗下天一影片公司的出品）起家。1949年後，第一部在新加坡上映的中國大陸電影是越劇電影《梁山伯與祝英台》（1953年），該片和《五朵金花》、《劉三姐》等電影都在新加坡華人社群掀起熱潮。1966年文化大革命開始後，新加坡政府禁映样板电影，但准許香港、台灣電影取而代之，直至1980年代才恢復輸入中國大陸影片。新加坡在1984年首次引進中國大陸電視劇《水浒》（1983年），之後又引入《西游记》（1982年－1988年）、《紅樓夢》（1987年）等中國大陸劇集。這些劇集以親和的方式展示中國的形象，吸引不少當地觀眾追看，其中《紅樓夢》製作過程嚴謹，受到新加坡華人社群的廣泛好評。2000年代後中國大陸的劇集製作水平不斷進步，《後宮甄嬛傳》（2011年）、《延禧攻略》（2018年）等劇集亦受到新加坡觀眾的歡迎。另一方面，自1984年起，中國大陸共引進約60部新加坡電視劇，早期引進的《霧鎖南洋》（1984年）和《人在旅途》（1985年）都引起不俗的反響。2000年代中國大陸的新加坡劇熱潮減退後，以土生華人社群為背景的電視劇《小娘惹》（2008年）、以新加坡教育為背景的電影《小孩不笨》、以及孫燕姿、林俊傑等新加坡歌手的歌曲也成功進入中國大陸市場:240-245。自1980年代以來，曾到新加坡拍攝劇集的中國大陸藝人有许晴、淳于珊珊、戚玉武、戴向宇等人，其中戚玉武是從1999年新視選秀節目《才華橫溢出新秀》中發掘的演員；到中國大陸拍攝劇集的新加坡藝人則有郑斌辉，以及曾參演《延禧攻略》的王冠逸等人。

### 签证

持中华人民共和国护照之中華人民共和國公民可以免簽證的方式入境新加坡。

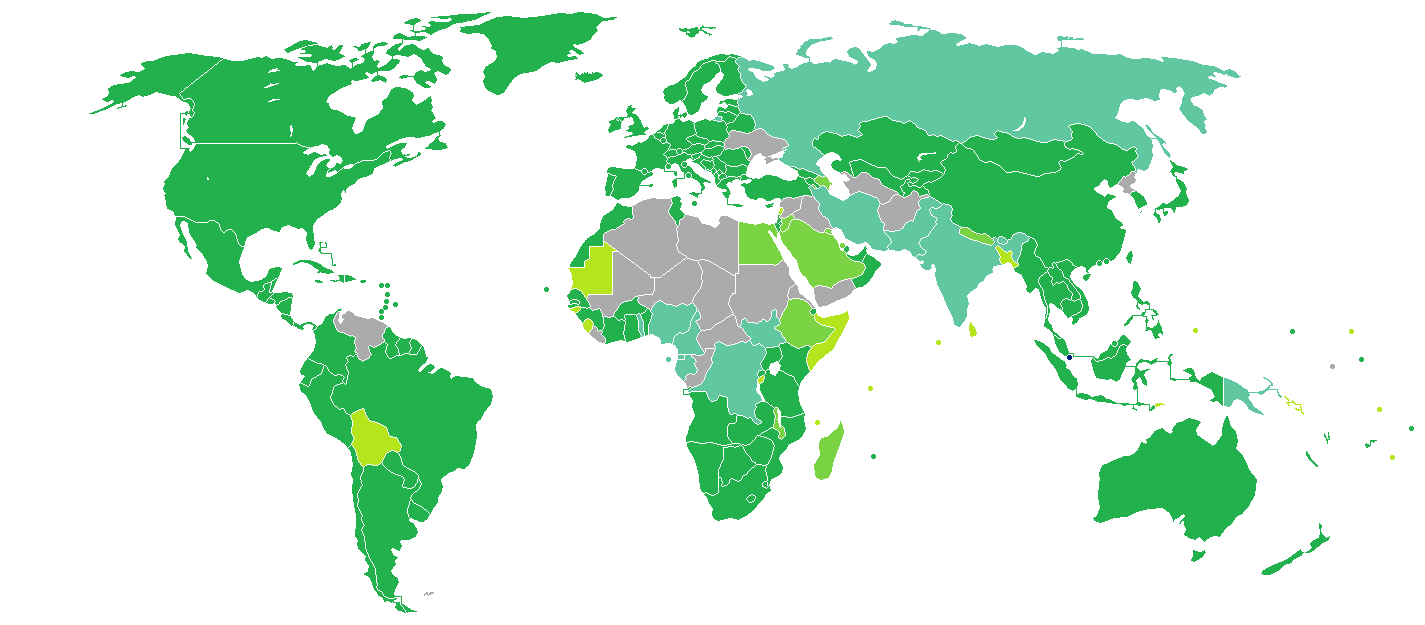
持新加坡護照之新加坡公民可以免簽證的方式入境中华人民共和国。

自2003年7月1日起，中华人民共和国政府单方面给予持新加坡護照之新加坡公民免簽證入境待遇，停留不超过15天。若前往香港，可以免签证停留90天，若前往澳门，可以免签证停留30天。
2018年，中国大陆有3,416,475人次访问新加坡，使得中国大陸成为新加坡最大的旅客来源地。2018年，新加坡有978,000人次访问中国大陆，是中国第八大旅客来源国。
有鉴于2019冠狀病毒病疫情，中华人民共和国一度暫停實施对持新加坡護照之新加坡公民免簽證的入境待遇。2023年7月26日0时起，中華人民共和國恢复新加坡公民15天免签入境政策。
2024年2月9日起，中华人民共和国和新加坡互免签证，两国持普通护照公民可免签进入对方国家并停留30天。如两国公民同时持有背面栏位标有“CHN”（入境中国）或“SGP”（入境新加坡）字样的亚太经合组织商务旅行证，可以免签证进入对方国家并停留60天，并可在入境时使用专用通道。

### 交通

#### 航空
兩國有直航班機，雙邊航班來往的城市如下：

##### 客運
| 中华人民共和国 | 新加坡                                                                                  |
| -------------- | --------------------------------------------------------------------------------------- |
| 北京首都       | 新加坡（中国国际航空、新加坡航空）                                                      |
| 北京大兴       | 新加坡（中国南方航空（2024年9月复航）、中国东方航空、新加坡航空（2024年11月11日开办）） |
| 天津滨海       | 新加坡（厦门航空、酷航）                                                                |
| 沈阳桃仙       | 新加坡（酷航）                                                                          |
| 上海浦东       | 新加坡（中国东方航空、吉祥航空、春秋航空、中国国际航空、新加坡航空）                    |
| 南京禄口       | 新加坡（中国东方航空、酷航）                                                            |
| 徐州观音       | 新加坡（捷星亚洲航空）                                                                  |
| 无锡硕放       | 新加坡（捷星亚洲航空）                                                                  |
| 杭州萧山       | 新加坡（厦门航空、酷航）                                                                |
| 宁波栎社       | 新加坡（酷航）                                                                          |
| 合肥新桥       | 新加坡（中国东方航空）                                                                  |
| 福州长乐       | 新加坡（厦门航空、酷航）                                                                |
| 厦门高崎       | 新加坡（厦门航空、新加坡航空）                                                          |
| 泉州晋江       | 新加坡（厦门航空）                                                                      |
| 南昌昌北       | 新加坡（酷航）                                                                          |
| 济南遥墙       | 新加坡（酷航）                                                                          |
| 青岛胶东       | 新加坡（酷航）                                                                          |
| 郑州新郑       | 新加坡（酷航）                                                                          |
| 武汉天河       | 新加坡（中国东方航空、酷航）                                                            |
| 长沙黄花       | 新加坡（中国东方航空、酷航）                                                            |
| 广州白云       | 新加坡（中国南方航空、新加坡航空、酷航）                                                |
| 深圳宝安       | 新加坡（中国南方航空、深圳航空、新加坡航空季节性、酷航）                                |
| 揭阳潮汕       | 新加坡（春秋航空）                                                                      |
| 南宁吴圩       | 新加坡（春秋航空、北部湾航空、酷航）                                                    |
| 海口美兰       | 新加坡（海南航空、酷航、捷星亚洲航空）                                                  |
| 三亚凤凰       | 新加坡（柬埔寨航空）                                                                    |
| 重庆江北       | 新加坡（中国国际航空、重庆航空、新加坡航空）                                            |
| 成都天府       | 新加坡（四川航空、中国国际航空、新加坡航空）                                            |
| 昆明长水       | 新加坡（中国东方航空、酷航）                                                            |
| 西安咸阳       | 新加坡（中国东方航空、酷航）                                                            |
| 乌鲁木齐地窝堡 | 新加坡（乌鲁木齐航空（经武汉）、西部航空（经重庆））                                    |
| 香港           | 新加坡（国泰航空、新加坡航空、酷航）                                                    |
| 澳门           | 新加坡（澳门航空、酷航）                                                                |

##### 貨運
| 中华人民共和国 | 新加坡 |
| -------------- | --- |
| 上海浦东       | 新加坡（中国货运航空、金鹏航空、新加坡货运航空、ASL比利时航空）                                                        |
| 广州白云       | 新加坡（联邦快递航空）                                                                                                 |
| 深圳宝安       | 新加坡（顺丰航空、、空桥货运航空、美印航空\|、联合包裹服务航空）                                                       |
| 香港           | 新加坡（国泰货运、香港华民航空、香港货运航空、全日空货运、大韩航空货运、新加坡航空货运、阿联酋货运航空、空桥货运航空） |
| 澳门           | 新加坡（澳门航空、酷航）                                                                                               |

## 公眾意見
新加坡記者Maria Siow在2020年7月寫道，與中國大陸的媒體叙述一致，她所接觸的中國大陸居民傾向於將新加坡看作是一個不容忍異議，但也高效廉洁的一党制国家，並對改革开放的過程中作出了很多貢獻，李光耀也被視為一位傑出的領袖。
根據2020年11月由李光耀公共政策學院和英屬哥倫比亞大學學者進行的調查，69%的中國大陸受訪者對新加坡持有好感。2022年3月由歐洲區域發展基金會資助，由中歐亞洲研究所進行的調查也發現，大多數中國大陸受訪者對新加坡持有正面看法，並認為新加坡人對中國大陸旅客友好。根據2022年由中國人民大學和《環球時報》研究中心進行的關於中國對東盟看法的調查，當地受訪者將新加坡評為最具吸引力的東盟成員。
根據2022年皮尤研究中心進行的調查，67%的新加坡受訪者對中國持有正面看法。同年由中歐亞洲研究所進行的調查也發現，大多數新加坡受訪者對中國持有正面看法。

## 備註
1. ↑  未取消關稅的產品包括新加坡向中國大陸輸出的胡椒、大米、食糖、煙草等[39]。
2. ↑  中華人民共和國承諾承認新加坡的醫學學歷，新加坡則承諾承認另外兩所（共8所）中國大陸大學的中醫學歷。
3. ↑  根據《中华人民共和国国籍法》第9條：
定居外国的中国公民，自愿加入或取得外国国籍的，即自动丧失中国国籍。而新加坡法律則要求任何人士在加入新加坡国籍之前先退出原来的国籍[46]。
4. ↑  王冠逸在馬來西亞新山出生，但於2018年向《聯合早報》記者證實他已加入新加坡國籍[55]。

## 外部連結
| - 中國駐新加坡共和國大使館官方網站（简体中文）（英文） - 中國駐新加坡共和國大使館經濟商務處官方網站（简体中文） | - 新加坡駐華大使館官方網站（英文）（简体中文） - 新加坡駐上海總領事館官方網站（英文）（简体中文） - 新加坡駐廣州總領事館官方網站（英文）（简体中文） - 新加坡駐成都總領事館官方網站（英文）（简体中文） - 新加坡駐香港總領事館官方網站（英文）（简体中文） |